# Área metropolitana de Santiago de Compostela
El área metropolitana de Santiago de Compostela se localiza en la zona centro-meridional de la provincia gallega de La Coruña (España). Engloba la ciudad de Santiago de Compostela y los municipios de Ames, Teo, Brión, Oroso, Vedra, El Pino, Boqueijón, Valle del Dubra y Trazo. Su población supera los 180.000 habitantes.

## Historia
El área metropolitana se ha conformado desde los últimos años del siglo XX hasta la actualidad, como consecuencia de un elevado precio de la vivienda en la ciudad central que ha obligado a cientos de compostelanos a trasladar su residencia a los municipios limítrofes. El fenómeno de despoblación descrito favoreció el incremento del padrón municipal de los municipios adyacentes, con la creación de ciudades dormitorio y diferentes residenciales de alta y baja densidad. 
Este proceso de metropolitanización se convirtió en un hecho territorial plausible desde principios de siglo, en donde las curvas de crecimiento poblacional de Teo y, sobre todo, de Ames, se caracterizaron por poseer una “pendiente” más acentuada que la de Santiago. En este último municipio, la población casi se ha triplicado desde principios de 1990. 
Este proceso desencadenó la formación de un área metropolitana con una configuración socio-territorial de suficiente complejidad urbana a nivel de flujos y trama urbana como para considerarla una única área funcional.Es decir, cuenta con las características de área metropolitana en cuanto a tejido urbano, sectores productivos, comunicaciones, etc.
Además, el nombramiento de la ciudad de Santiago como capital de Galicia en 1982, con la instalación de la sede administrativa de la Junta de Galicia, ha supuesto un importante impulso a la ciudad y a toda su área de influencia.

## Demografía
La población de los municipios que integran el área metropolitana de Santiago, según el padrón continuo a 1 de enero de 2024, es la siguiente:
| Municipio              | Población | Superficie (km²) | Densidad (hab./km²) |
| ---------------------- | --------- | ---------------- | ------------------- |
| Santiago de Compostela | 99 536    | 220,01           | 452,42              |
| Ames                   | 32 812    | 80,1             | 409,64              |
| Teo                    | 19 045    | 79,25            | 240,32              |
| Brión                  | 8 197     | 74,73            | 109,69              |
| Oroso                  | 7 757     | 72,59            | 106,86              |
| Vedra                  | 4 942     | 52,78            | 93,63               |
| El Pino                | 4 581     | 132,15           | 34,67               |
| Boqueijón              | 4 200     | 73,18            | 57,39               |
| Valle del Dubra        | 3 734     | 108,64           | 34,37               |
| Trazo                  | 2 979     | 101,3            | 29,41               |
| Total                  | 187 783   | 994,73           | 188,78              |

La evolución del censo demográfico presenta una línea claramente positiva, incrementándose la población en más de 45.000 personas desde el año 1981:
| Evolución demográfica entre 1981 y 2024 |
|                                         |

## Comunicaciones

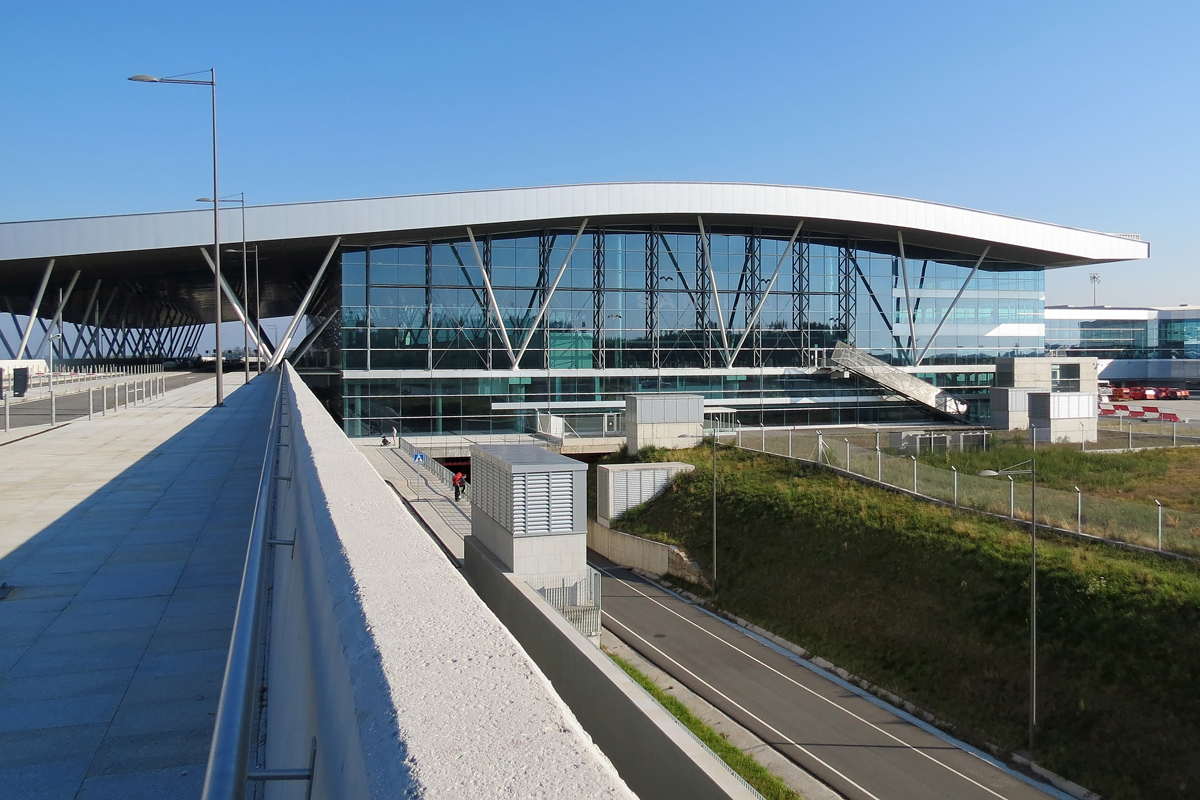
Fachada de la nueva terminal del Aeropuerto de Santiago de Compostela.

### Aeropuerto
El Aeropuerto de Santiago de Compostela está situado a 12 km del centro de Santiago. En el año 2017 movió más de 2,6 millones de pasajeros. Tiene vuelos regulares a las principales ciudades españolas y europeas con líneas de bajo coste y compañías de bandera. 
Es el 16.º aeropuerto en la clasificación a nivel nacional de tráfico aéreo y es el 8.º aeropuerto en la clasificación de tráfico aéreo de la España peninsular (datos 2017).
El 13 de octubre de 2011 entró en funcionamiento la nueva terminal del aeropuerto. Con capacidad para cuatro millones de pasajeros, cuenta con un total de 74 230 metros cuadrados, donde se incluyen 32 mostradores de facturación, 8 hipódromos de recogida de equipajes, 12 puertas de embarque y 3665 plazas de aparcamiento.

### Trenes
El área de Santiago está conectada con el resto de Galicia por la red de media distancia de Renfe, siendo la principal línea la que une La Coruña con Santiago, Pontevedra y Vigo. Hay servicio de media distancia con Orense, y trenes a Madrid y Bilbao/Hendaya. El tráfico de pasajeros en la estación de Santiago supera los 1,7 millones anuales.
Además, está previsto que en los próximo años la estación se integre dentro de la línea de alta velocidad Olmedo-Zamora-Galicia, que unirá la comunidad autónoma con la Meseta y cuyo tramo Santiago-Orense está operativo desde el 10 de diciembre de 2011.

## Autopistas, autovías y carreteras
El área metropolitana de Santiago de Compostela está comunicada con el resto de Galicia por autovía y autopista. 

### Autopistas y autovías en servicio
- AP-9 Autopista del Atlántico (Ferrol - La Coruña - Santiago - Pontevedra - Vigo - Tuy)

Cruza el área metropolitana sentido norte-sur comunicándola con La Coruña, Pontevedra y Vigo. Es la principal autopista de Galicia y de la que parten gran parte de las restantes. Debido al alto tráfico que presenta en el tramo que circunvala Santiago, en 2018 fue inaugurada una ampliación del mismo, que pasó a tener entre tres y cinco carriles por sentido.
- AP-53 Autopista Central Gallega (Santiago - Orense)

Comunica Santiago con Orense, en Orense conecta con la A-52 (Madrid-Vigo). 
- A-54 Autovía Santiago-Lugo

Presta servicio al aeropuerto.
- AG-56 Autovía Santiago - Noya

- AG-59 Autovía Santiago - A Ramallosa

### Autopistas y autovías en proyecto
En proyecto está la A-54 a Lugo pasando por Arzúa y Mellid. La AG-59 , por su parte, llegará hasta La Estrada. La AG-11 comunica Padrón desde la AP-9 hasta Ribeira, comunicando todo el Barbanza con Santiago por vías de alta capacidad.